# Волнения в Албании (2011)
Волнения в Албании — протесты против правительства Албании в январе-феврале 2011 года.

## Описание
Демонстрации в Тиране в 20-х числах января, организованы оппозиционной Социалистической партией, против правительства, коррупции и фальсификации выборов 2009 года. Полиция застрелила трёх человек. Премьер-министр Сали Бериша обвинил оппонентов в гибели людей и планировании государственного переворота.

## Хроника
- 21 января — демонстрация, 20 тыс. участников у здания правительства, стычка с полицией, трое убитых[1].
- 24 января — парламент Албании создал комиссию для расследования событий в Тиране, где погибли три человека 21 января[2].
- 4 февраля — продолжение мирных демонстраций в столице и других городах страны.
- 18 февраля — требование: отставка правительства и досрочные парламентские выборы[3].